# محطة جيمس غافن للطاقة
محطة جيمس غافن للطاقة هي محطة طاقة تعمل بطاقة الفحم بقوة 2600 ميجاوات في قرية تشيشير، بولاية أوهايو، بالولايات المتحدة.

## نبذة
هي أكبر محطة طاقة تعمل بالفحم في ولاية أوهايو، وواحدة من أكبر المنشآت في الولايات المتحدة، قادرة على تشغيل 2 مليون منزل.
في فبراير 2017، أصبحت المحطة تغطي أكثر من 11 ٪ من إجمالي سعة توليد الكهرباء في ولاية أوهايو وفقا لإدارة معلومات الطاقة.

## التسمية
تم تسمية المحطة تكريما للقائد العام (CG) الثالث للفرقة 82 المحمولة جوا خلال الحرب العالمية الثانية «جيمس إم. غافين».